# Змієвська Надія Володимирівна
Надія Володимирівна Змієвська (нар. 13 січня 1950) — українська радянська діячка, новатор сільськогосподарського виробництва, доярка колгоспу імені Ватутіна міста Василівки Василівського району Запорізької області. Депутат Верховної Ради УРСР 10-го скликання.

## Біографія
У 1965—1972 роках — доярка колгоспу «Росія» Віньковецького району Хмельницької області.
З 1972 року — доярка колгоспу імені Ватутіна міста Василівки Василівського району Запорізької області. У 1977 році надоїла від кожної фуражної корови по 4125 кг молока. Потім отримувала щорічно понад 100 тонн молока від закріпленої групи корів.
Освіта середня спеціальна.
Член КПРС з 1976 року.

## Нагороди
- орден Леніна
- орден Трудового Червоного Прапора
- медалі